# Billy-lès-Chanceaux
Billy-lès-Chanceaux – miejscowość i gmina we Francji, w regionie Burgundia-Franche-Comté, w departamencie Côte-d’Or. Przez miejscowość przepływa Sekwana. 
Według danych na rok 1990 gminę zamieszkiwało 76 osób, a gęstość zaludnienia wynosiła 3 osoby/km² (wśród 2044 gmin Burgundii Billy-lès-Chanceaux plasuje się na 834. miejscu pod względem liczby ludności, natomiast pod względem powierzchni na miejscu 273.).